# Élections législatives de 1936 aux îles Féroé
Les élections générales féroïennes se sont tenues le 28 janvier 1936. 3 sièges supplémentaires étaient à pourvoir comparé aux élections de 1932. Elles sont marquées par la victoire conjointe du Parti de l'autogouvernement et du Parti de l'union qui emportent chacun 8 des 24 sièges au Løgting. Le Parti social-démocrate quant à lui multiplie son résultat par 2 et triple le nombre de ses sièges.

## Résultats
| Parti | Parti                       | Voix  | %     | +/-        | Sièges | +/-        |
| ----- | --------------------------- | ----- | ----- | ---------- | ------ | ---------- |
|       | Parti de l'autogouvernement | 2 694 | 34,18 | 3,16       | 8      | stagnation |
|       | Parti de l'union            | 2 654 | 33,68 | 16,47      | 8      | 3          |
|       | Parti social-démocrate      | 1 891 | 24,00 | 13,49      | 6      | 4          |
|       | Parti de l'entreprise       | 641   | 8,13  | 8,13       | 2      | 2          |
| Total | Total                       | 7 880 | 100   | stagnation | 24     | 3          |